# Deniz Yücel
Deniz Yücel (Esmirna, 1977 ) es un abogado y político turco.

## Biografía
Deniz Yücel nació en Esmirna en 1977, hijo de Esen Yücel, abogado.  Se graduó en Derecho por la Universidad Dokuz Eylül en 2000 y al año siguiente se registró en el Colegio de Abogados de Esmirna y comenzó a trabajar como abogado independiente.
Antes de terminar sus estudios, Yücel se unió al Partido Republicano del Pueblo (CHP), de tendencia socialdemócrata y en la oposición desde 1990. Tras las elecciones locales de 2014, ingresó en la Asamblea Municipal Metropolitana de Izmir por la circunscripción de Buca y se convirtió en portavoz del grupo CHP. Fue elegido presidente provincial en los congresos provinciales del CHP de Izmir celebrados el 7 de enero de 2018 y el 8 de febrero de 2020. El 26 de diciembre de 2022, renunció como presidente provincial para postularse al parlamento. En las elecciones generales de 2023, fue elegido diputado por el segundo distrito de Esmirna.